# Habranthus cardenasianus
Habranthus cardenasianus är en amaryllisväxtart som beskrevs av Hamilton Paul Traub och Ira Schreiber Nelson. Habranthus cardenasianus ingår i släktet Habranthus och familjen amaryllisväxter.
Artens utbredningsområde är Bolivia. Inga underarter finns listade i Catalogue of Life.